# Sudan Airways

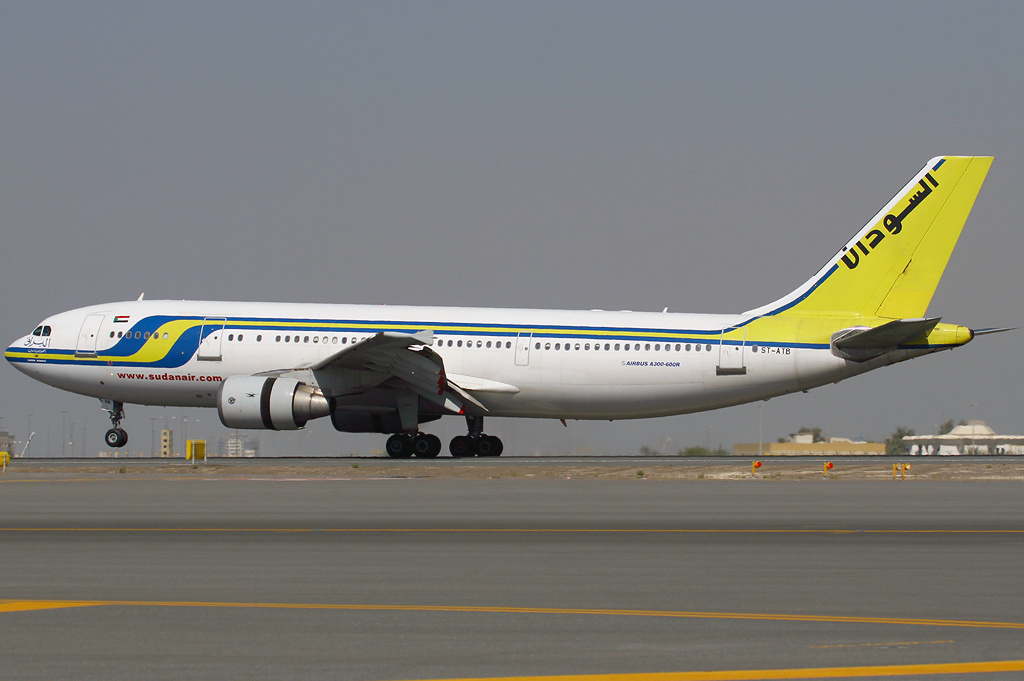
Un Airbus A300-622R de Sudan Airways à l'aéroport international de Dubaï

Sudan Airways (Code AITA : SD ; code OACI : SUD) est une compagnie aérienne du Soudan. Son siège social est à Khartoum la capitale. La compagnie figure sur la liste des transporteurs aériens interdits dans l'Union européenne.

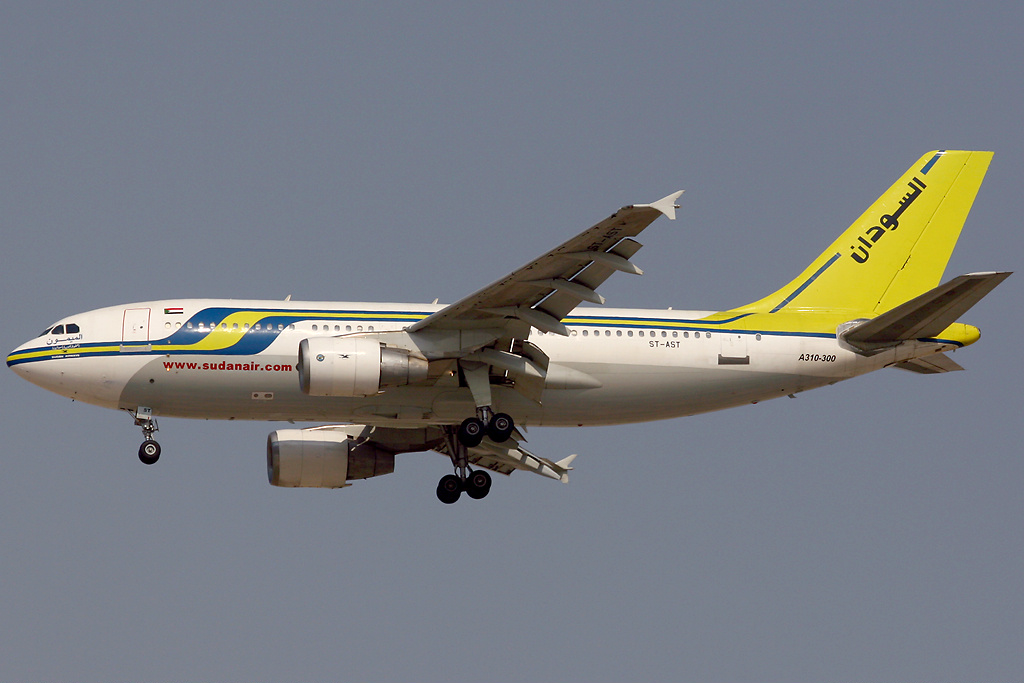
Un Airbus A310-322 de Sudan Airways à l'aéroport international de Dubaï

## Flotte
En décembre 2016, la flotte de la compagnie est composée de : 
- Airbus A320-200 : 1
- Boeing 737-500 : 1
- Fokker 50 : 3

## Destinations
Vols réguliers
Au départ de  Khartoum :
Vols intérieurs 
- El-Fasher
- El Obeid
- Geneina
- Kasala
- Malakal
- Nyala
- Port Soudan
- Waw

Vols internationaux
- Abu Dhabi
- Dubaï
- Charjah
- Addis-Abeba
- Amman
- Asmara
- Le Caire
- Doha
- Djeddah
- Riyad
- Kanu
- N'Djamena
- Djouba

## Incidents et accidents
- 16 août 1986 : le vol assurant la liaison Malakal (Soudan)-Khartoum est détruit peu après son décollage par un missile de l’Armée populaire de libération du Soudan (APLS), causant la mort de 60 personnes[réf. nécessaire].
- 8 juillet 2003 : après que le pilote a signalé des problèmes techniques lors de son approche, le Boeing 737 s'écrase à 5 km de l'aéroport de Port Sudan au Soudan. Il n'y aura qu'un seul survivant parmi les 117 personnes à bord[réf. nécessaire].